# Cashion
Cashion é uma cidade  localizada no estado norte-americano de Oklahoma, no Condado de Kingfisher e Condado de Logan.

## Demografia
Segundo o censo norte-americano de 2000, a sua população era de 635 habitantes.
Em 2006, foi estimada uma população de 767, um aumento de 132 (20.8%).

## Geografia
De acordo com o United States Census Bureau tem uma área de
2,8 km², dos quais 2,8 km² cobertos por terra e 0,0 km² cobertos por água. Cashion localiza-se a aproximadamente 293 m acima do nível do mar.

## Localidades na vizinhança
O diagrama seguinte representa as localidades num raio de 24 km ao redor de Cashion.